# Pseudasellodes laternaria
Pseudasellodes laternaria là một loài bướm đêm trong họ Geometridae.